# Morelowe konfitury
Morelowe konfitury – zbiór powiązanych ze sobą opowiadań autorstwa noblisty Aleksandra Sołżenicyna.
Morelowe konfitury powstały po powrocie autora z wieloletniego wygnania z kraju. Autor przedstawia sylwetki wojskowych przywódców, więzionych w obozach aktywistów, rodzin zmuszonych do przesiedlenia oraz zwykłych ludzi, wbrew swej woli wciągniętych w wir nie zawsze pozytywnych zdarzeń. Głównym przesłaniem utworu są moralne dylematy oraz ideologiczne konflikty, przed którymi stają ludzie w obliczu rzeczywistości radzieckiego komunizmu.